# Museo ferroviario del Verbano
Il museo ferroviario del Verbano è un museo sito a Luino, in provincia di Varese, presso la stazione ferroviaria in piazza Guglielmo Marconi 1, all'interno della vecchia rimessa di locomotive del 1882, che ospita anche mostre temporanee e un'officina.

## Collezione
- Locomotiva a vapore FS gruppo 625.116, costruita nel 1922 da Ansaldo negli stabilimenti di Genova Sampierdarena
- Locomotiva a vapore BR 50 3673, costruita dalle officine Borsig nel 1941 e tuttora funzionante e utilizzata dall'associazione Verbano Express per l'effettuazione di viaggi turistici verso la Svizzera lungo la linea del Gottardo o in occasione di particolari celebrazioni
- Locomotiva diesel ABL 4734
- Locomotiva diesel Jung R 42 C del 1961
- Locomotiva diesel TM 2/2, costruita in Svizzera nel 1959 dalla società Ateliers de Constructions Mecaniques de Vevey SA
- Locomotive elettriche E.428 174 ed E.428 208
- Carrozze Leichtstahlwagen SBB ex Ferrovie Nord

Oltre alle locomotive il museo conserva un gran numero di utensili e attrezzature provenienti sia da officine meccaniche sia da stazioni ferroviarie.
Presso il museo, in occasione del ventesimo anniversario dell'associazione Verbano Express, gestita interamente da volontari, è stato "battezzato" un treno ETR 150 della compagnia ferroviaria TiLo che oggi porta il nome Valli del Luinese.